# انسجام پروردگی

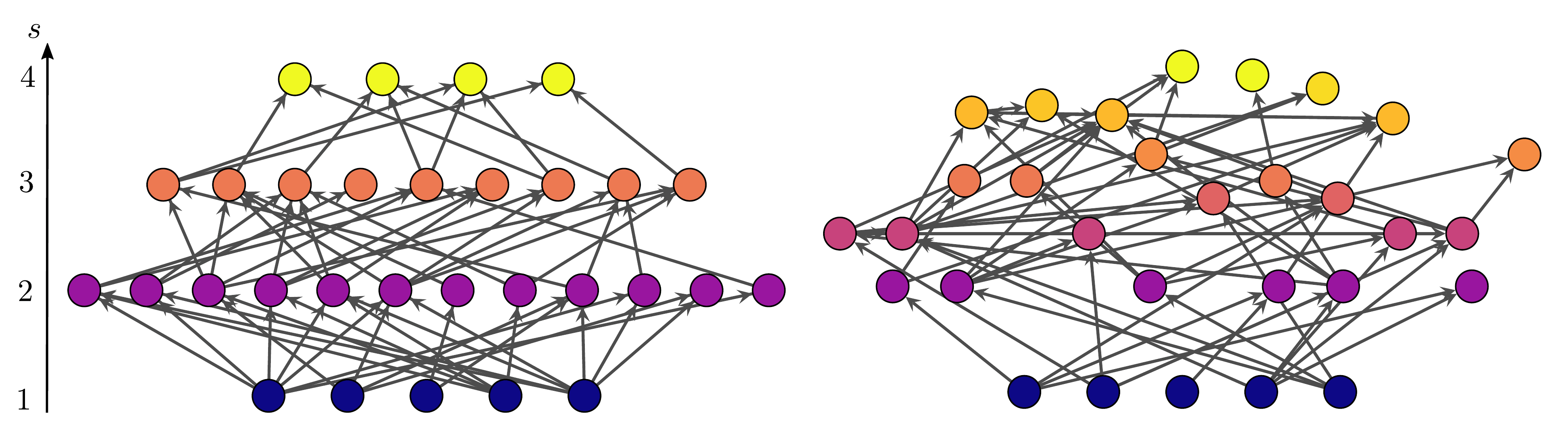
دو شبکه هدایت‌شده با «مدل شکار ترجیحی گسترش‌یافته». جایگاه گره‌ها در محور عمودی نشان دهنده سطح پروردگی آنهاست. شبکه سمت چپ حداکثر منسجم است (q=۰)، در حالی که شبکه سمت راست نامنسجم‌تر است (q=۰٫۴۹).

انسجام پروردگی (به انگلیسی: Trophic coherence)، ویژگی گراف‌های جهت‌دار (یا شبکه‌های جهت‌دار) است. این مبتنی بر مفهوم سطوح تغذیه‌ای است که عمدتاً در بوم‌شناسی استفاده می‌شود، اما می‌توان آن را به‌طور کلی برای شبکه‌های هدایت‌شده تعریف کرد و معیاری از ساختار سلسله مراتبی در بین گره‌ها را ارائه می‌دهد. انسجام پروردگی تمایل گره‌ها به سقوط در سطوح پروردگی کاملاً مشخص است. این به چندین ویژگی ساختاری و دینامیکی شبکه‌های هدایت‌شده مربوط می‌شود، از جمله رواج چرخه‌ها و موتیف‌های شبکه، پایداری بوم‌شناختی، فاصله زمانی، و فرآیندهای گسترش مانند اپیدمی‌ها و بهمن‌های عصبی.